# Напольновское сельское поселение (Рязанская область)
Напольновское се́льское поселе́ние — муниципальное образование в Сараевском районе Рязанской области Российской Федерации.
Административный центр — село Напольное.

## История
Статус и границы сельского поселения установлены Законом Рязанской области от 7 октября 2004 года № 94-ОЗ «О наделении муниципального образования - Сараевский район статусом муниципального района, об установлении его границ и границ муниципальных образований, входящих в его состав»

## Население
| 2010 | 2012 | 2013 | 2014 | 2015 | 2016 | 2017 |
| ---- | ---- | ---- | ---- | ---- | ---- | ---- |
| 776  | ↘745 | ↘730 | ↘716 | ↘690 | ↘683 | ↘676 |
| 2018 | 2019 | 2020 | 2021 |      |      |      |
| ↘654 | ↘626 | ↗630 | ↗636 |      |      |      |

## Состав сельского поселения
| №  | Населённый пункт | Тип населённого пункта       | Население |
| -- | ---------------- | ---------------------------- | --------- |
| 1  | Айкановка        | деревня                      | 28        |
| 2  | Анненка          | деревня                      | 0         |
| 3  | Боголюбовка      | деревня                      | 19        |
| 4  | Волков Хутор     | деревня                      | 0         |
| 5  | Журавлевка       | деревня                      | 5         |
| 6  | Карандеевка      | деревня                      | 0         |
| 7  | Конаковка        | деревня                      | 0         |
| 8  | Муравейник       | посёлок                      | 8         |
| 9  | Напольное        | село, административный центр | ↘385      |
| 10 | Новая Поляна     | деревня                      | 0         |
| 11 | Ново-Павловка    | деревня                      | ↘76       |
| 12 | Поляковка        | деревня                      | 5         |
| 13 | Пономаревка      | деревня                      | 37        |
| 14 | Приютовка        | деревня                      | 0         |
| 15 | Протасьевка      | деревня                      | 28        |
| 16 | Ремизово I       | деревня                      | 70        |
| 17 | Ремизово II      | деревня                      | 1         |
| 18 | Советский        | посёлок                      | 24        |
| 19 | Суевка           | деревня                      | 3         |
| 20 | Суздальцево      | деревня                      | 2         |
| 21 | Центральная      | деревня                      | 51        |
| 22 | Чернышовка       | деревня                      | 34        |